# Épizootie
Ne doit pas être confondu avec zoonose.
 (mai 2024).
Si vous disposez d'ouvrages ou d'articles de référence ou si vous connaissez des sites web de qualité traitant du thème abordé ici, merci de compléter l'article en donnant les références utiles à sa vérifiabilité et en les liant à la section « Notes et références ».

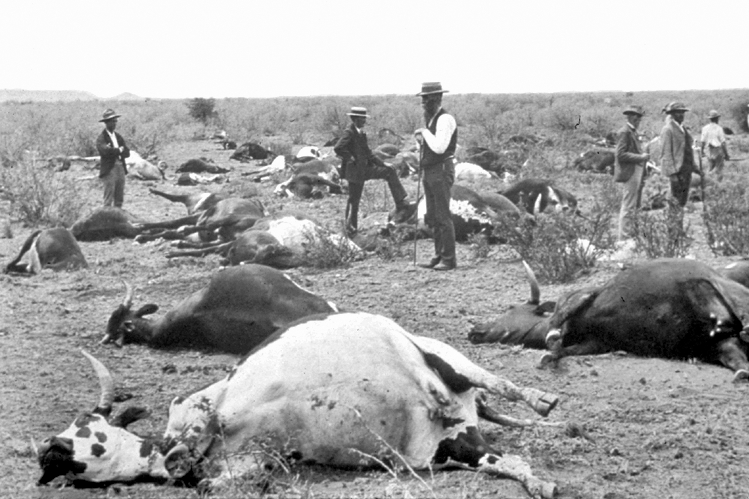
Épizootie de peste bovine en Afrique du Sud, 1896.

Une épizootie (prononcé /e.pi.zo.o.ti/, parfois aussi /e.pi.zo.o.si/, du préfixe épi-, du grec zôotês, « nature animale », et du suffixe -ie) est une maladie frappant, dans une région plus ou moins vaste, une espèce animale ou un groupe d'espèces dans son ensemble. Si l'épizootie touche un continent ou le monde, on parlera de panzootie, alors que si elle frappe une région d'une façon constante (incidence stable) ou à certaines époques déterminées, on parlera d'enzootie.
Une épizootie peut se transformer en zoonose si elle se transmet à l'humain : c'est par exemple le cas avec l'encéphalopathie spongiforme bovine (ESB), qui a frappé la Grande-Bretagne et s'est transmise à l'humain sous le nom de maladie de Creutzfeldt-Jakob. Elle peut alors éventuellement évoluer en épidémie (le pendant humain de l'épizootie) ; c'est le cas de la grippe aviaire (une épizootie) qui pourrait devenir contagieuse pour l'humain (une zoonose) et devenir très contagieuse entre les humains eux-mêmes (une épidémie) - selon l'OMS.
Si l'infection épizootique est transmissible à l'humain — cas de la tuberculose, de la peste, de la grippe aviaire, de la rage, etc. — on parle d'anthropozoonose. Certaines de ces anthropozoonoses peuvent être bipolaires : l'humain contamine l'animal puis l'animal contamine l'humain, etc. C'est le cas de la tuberculose. Ainsi en France, où la tuberculose bovine a pu être éradiquée depuis les années 1960, les (très rares) nouveaux cas constatés sont tous dus à une transmission humain → animal (c'est incontestablement une appréhension pour les services vétérinaires).
Les grandes maladies animales infectieuses sont réapparues au début des années 2000, sous forme de sévères épizooties dans différents pays d'Europe. La lutte contre ces maladies repose sur des méthodes de prévention, de détection et d'éradication, dont certains aspects font quelquefois débat dans la société.
La lutte contre les épizooties nécessite le plus souvent la combinaison de plusieurs méthodes sanitaires et médicales,  - soit de manière séquentielle : d'abord la vaccination, puis, quand la pression infectieuse est plus limitée, des méthodes strictement sanitaires,  - soit de manière concomitante. Quelles que soient les méthodes utilisées, les moyens humains et financiers nécessaires à la lutte contre les épizooties sont considérables. Pour cette raison notamment, il est illusoire de vouloir lutter contre toutes les épizooties : seules celles conduisant à des pertes économiques et/ou commerciales majeures ou celles ayant de fortes implications sur la santé publique, doivent donc faire l'objet de mesures de lutte collective. Enfin, la lutte contre une maladie épizootique vise le plus souvent à son éradication, ce qui permet de supprimer les pertes directes et de gagner des marchés commerciaux. Cependant, dans une population indemne, les risques de réapparition et de diffusion sont augmentés par rapport à ceux d'une population partiellement immune ; les mesures de biosécurité deviennent alors, dans ce contexte de fragilité, essentielles et nécessairement pérennes.

## Cas historiques d'épizooties
| Date             | Emplacement | Espèce(s) touchée(s) | Maladie(s)                      |
| ---------------- | --- | --- | ------------------------------- |
| 1920, 1970       | France | Huîtres plates, Huîtres portugaises | Viroses, Mycoses, protozooses   |
| 1997-2006        | Extrême-Orient, Asie du Sud-Est, Russie, Turquie, Europe                                                              | Oiseaux (poulets, dindes, canards, oies) | Virus H5N1                      |
| 2009             | Montréal, Canada, Québec                                                                                              | Oiseaux (pigeons, goélands, autres oiseaux) | JPD09-Cause encore indéterminée |
| 2007-aujourd'hui | Côte est des États-Unis, puis jusqu'au Tennessee au sud, à l'Oklahoma à l'ouest, et à l'Ontario et au Québec au nord. | Chauves-souris (rôle important en matière de lutte biologique contre les ravageurs de cultures ; plusieurs espèces, certaines peu communes, sont menacées d'extinction) | Syndrome du nez blanc           |

Peste porcine, par pays, de 1990 à 2000
- 1990 : Allemagne et Belgique ;
- 1993 : France, 4,000 porcs abattus ;
- 1994 : Allemagne, plusieurs dizaines de milliers de porcs abattus ;
- 1997 : Allemagne, puis Pays-Bas, Belgique, Espagne. 12 millions de cochons bataves abattus ;
- 2000 : Grande-Bretagne, 10,000 bêtes abattues.

Grippe aviaire
- 1997 : 1,3 million de poulets abattus à Hong Kong, quatre personnes décédées d'un virus H5N1.
- 2003 à 2006 : la grippe aviaire due au H5N1 s'étend dans plus de 50 pays, avec plus de 100 cas humains.
- 2007 : 25 octobre. 204 morts selon l'OMS (Dossiers et Document du Monde, décembre 2007)
- 2007 : décembre. L'Afsset augmente le risque en France de négligeable à faible.
Entérocolite épizootique, 1997 : 
- en France, Espagne, Portugal, des centaines de milliers de lapereaux meurent.
Fièvre aphteuse
- 1967-1968 : Grande-Bretagne, 2 364 bêtes malades et 442 000 abattues. Coût : 16 milliards de francs d'aujourd'hui.
- 1974 : France.
- 1993 : Italie, 11,000 bêtes abattues.
- 1994 et 1996 : Grèce.
- 1997 : Taïwan, 6,000 élevages de porcs contaminés.
- Mars 2001 : Chine, au moins 60,000 têtes de bétail contaminées, abattages massifs.
ESB (vache folle)
1986-2001 (cas signalés à fin février) :
- 177 417 en Grande-Bretagne ;
- 2 390 en Irlande ;
- 695 à Guernesey ;
- 509 au Portugal ;
- 367 en Suisse ;
- 245 en France.
JPD09
2009 (À partir de mai 2009) : 
- Montréal (Canada) ;
- au moins 5,000 pigeons et goélands disparus en moins de deux mois ;
- zoonose encore indéterminée.

## Liste des maladies animales à déclaration obligatoire établie par l'OIE (Organisation mondiale de la santé animale) en vigueur en 2015
L'accord sur l'application des mesures sanitaires et phytosanitaires (accord SPS) de l'Organisation mondiale du commerce considère les maladies comme des risques spécifiques et donne à toutes les maladies soumises à déclaration auprès de l'OIE le même niveau d'importance pour les échanges commerciaux internationaux. Pour s'aligner sur cette exigence, l'OIE a établi une liste unique fondée sur une série de critères approuvés en mai 2004. En 2005, une première liste unique a été utilisée, modifiée la même année et dont la seconde version est entrée en vigueur en 2006. La liste est révisée annuellement et les éventuelles modifications entrent en application à partir du 1er janvier de l’année suivante.

### Maladies, infections et infestations communes à plusieurs espèces
- Brucellose à Brucella melitensis
- Brucellose à Brucella suis
- Cowdriose
- Encéphalite japonaise
- Encéphalomyélite équine de l'Est
- Fièvre aphteuse
- Fièvre catarrhale
- Fièvre charbonneuse
- Fièvre du Nil occidental
- Fièvre hémorragique de Crimée-Congo
- Fièvre Q
- Infection à Echinococcus granulosus
- Infection à Echinococcus multilocularis
- Infection à Trichinella spp.
- Infection par le virus de la fièvre de la vallée du Rift
- Infection par le virus de la maladie d'Aujeszky
- Infection par le virus de la peste bovine
- Infection par le virus de la rage
- Maladie hémorragique épizootique
- Myiase à Chrysomya bezziana
- Myiase à Cochliomyia hominivorax
- Paratuberculose
- Surra (Trypanosoma evansi)
- Tularémie

### Maladies et infections des bovins
- Ehrlichiose monocytique animale
- Babésiose bovine
- Campylobactériose génitale bovine
- Dermatose nodulaire contagieuse
- Diarrhée virale bovine
- Encéphalopathie spongiforme bovine
- Infection à Mycoplasma mycoides subsp. mycoides SC (Pleuropneumonie contagieuse bovine)
- Leucose bovine
- Rhinotrachéite infectieuse bovine/vulvovaginite pustuleuse infectieuse (IBR/IPV)
- Septicémie hémorragique
- Theilériose bovine
- Trichomonose
- Trypanosomiase (transmise par la mouche tsé-tsé)
- Tuberculose bovine

### Maladies et infections des ovins et des caprins
- Agalaxie contagieuse de la brebis et de la chèvre
- Arthrite-encéphalite caprine
- Clavelée et variole caprine
- Épididymite contagieuse du bélier (Brucella ovis)
- Avortement enzootique des brebis et des chèvres (infection à Chlamydophila abortus ou chlamydiose ovine)
- Infection par le virus de la peste des petits ruminants
- Visna-maëdi
- Maladie du mouton de Nairobi
- Pleuropneumonie contagieuse caprine
- Avortement à Salmonella abortusovis
- Tremblante

### Maladies et infections des équidés
- Anémie infectieuse équine
- Dourine
- Encéphalomyélite équine de l'Ouest
- Encéphalomyélite équine vénézuélienne
- Grippe équine
- Infection par l'herpesvirus équin 1 (EHV-1)
- Infection par le virus de l’artérite équine
- Infection par le virus de la peste équine
- Métrite
- Morve
- Piroplasmose équine

### Maladies et infections des suidés
- Cysticercose porcine
- Encéphalite à virus Nipah
- Gastro-entérite transmissible
- Infection par le virus de la peste porcine
- Peste porcine africaine
- Syndrome dysgénésique et respiratoire du porc

### Maladies et infections deslagomorphes
- Maladie hémorragique du lapin
- Myxomatose

### Maladies et infections des oiseaux
- Coronavirus aviaire
- Maladie de Gumboro (bursite infectieuse)
- Ornithose
- Hépatite virale du canard
- Infection par le virus de la maladie de Newcastle
- Infection par les virus de la grippe aviaire (virus de la grippe A)
- Laryngotrachéite infectieuse aviaire
- Mycoplasmose aviaire à Mycoplasma gallisepticum
- Mycoplasmose aviaire à Mycoplasma synoviae
- Pullorose
- Rhinotrachéite de la dinde
- Typhose aviaire

### Maladies, infections et infestations des abeilles mellifères
- Infection des abeilles à Melissococcus plutonius (Loque européenne)
- Infection des abeilles à Paenibacillus larvae (Loque américaine)
- Infestation des abeilles par Acarapis woodi
- Infestation des abeilles par Tropilaelaps spp.
- Infestation des abeilles par Varroa spp. (varroase)
- Infestation par Aethina tumida (le petit coléoptère des ruches)

### Maladies des poissons
- Herpèsvirose de la carpe koï
- Infection à Aphanomyces invadans (syndrome ulcératif épizootique)
- Infection à Gyrodactylus salaris
- Infection par des variants délétés dans la RHP du virus de l'anémie infectieuse du saumon ou aux variants RHP0 de ce virus
- Infection par l'alphavirus des salmonidés
- Iridovirose de la daurade japonaise
- Nécrose hématopoïétique épizootique
- Nécrose hématopoïétique infectieuse
- Septicémie hémorragique virale
- Virémie printanière de la carpe

### Maladies des mollusques
- Infection à Bonamia exitiosa
- Infection à Bonamia ostreae
- Infection à Marteilia refringens
- Infection à Perkinsus marinus
- Infection à Perkinsus olseni
- Infection à Xenohaliotis californiensis
- Infection due à l'herpèsvirus de l'ormeau

### Maladies des crustacés
- Hépatopancréatite nécrosante
- Infection par le virus de la tête jaune
- Ichtyophthiriose (Maladie des points blancs)
- Maladie des queues blanches
- Myonécrose infectieuse
- Nécrose hypodermique et hématopoïétique infectieuse
- Peste de l'écrevisse (Aphanomyces astaci)
- Syndrome de Taura
- Syndrome des taches blanches

### Maladies des amphibiens
- Infection à Batrachochytrium dendrobatidis
- Infection à ranavirus

### Autres maladies et infections
- Leishmaniose
- Variole des camélidés